# Samsung Galaxy Tab S6
Samsung Galaxy Tab S6  — інтернет-планшет компанії Samsung Electronics з лінійки пристроїв Samsung Galaxy Tab. 
Світовий анонс планшету відбувся в липні 2019 року.

## Зовнішній вигляд
Корпус планшету Samsung Galaxy Tab S6 повністю металевий. Більшу частину передньої поверхні (82,5%) займає екран, решта - рамка та фронтальна камера.  
Задня кришка виконана з алюмінію та має матове покриття. На її поверхні розташовані подвійна основна камера та відділення для стилуса.  
У ліву бічну грань планшету вбудована магнітна стрічка для кріплення клавіатури. 
Стилус, що додається до планшета кріпиться за допомогою магнітів на боковій панелі.
В Україні планшет Samsung Galaxy Tab S6  представлений тільки в сірому кольорі. 
Стилус S Pen має колір, що збігається із кольором планшету. S Pen має дві пласкі магнітні грані для закріплення у спеціальному відсіці корпусу на задній поверхні планшету. Стилус має можливість підключення до планшета через Bluetooth та дає можливість віддаленого керування пристроєм. 

## Апаратне забезпечення
Samsung Galaxy Tab S6 має восьми ядерний процесор Qualcomm Snapdragon 855: 1 ядро Kryo 485 Gold з частотою 2.84 ГГц, 3 ядра Kryo 485 Gold з частотою 2.42 ГГц та 2 ядра Kryo 485 Silver з частотою 1.78 ГГц. Графічне ядро  — Adreno 640.
Super AMOLED дисплей має діагональ 10,5" (1600 x 2560), співвідношенням сторін 16:10, щільність пікселів  — 287 ppi. 
В Україні представлені планшети із внутрішньою пам'яттю 128 Гб та оперативною пам'яттю 6 Гб. Існує можливість розширення пам'яті шляхом використання microSD картки (до 1 ТБ).
Акумулятор незнімний Li-Pol 7040 мА/г із можливістю швидкісного заряджання пристроєм на 15W. Час роботи акумулятора в режимі активного використання до 9 годин.
Основна камера планшета подвійна - 13 МП (широкий кут), з автофокусом та 5 МП (ультраширокий кут), автофокус. Камера дозволяє записувати відео в форматі 4К (30 кадрів на секунду).  
Фронтальна камера 8 МП (f/2.0) ширококутова.
За передавання звуку відповідають чотири вбудовані динаміки від AKG, по два вгорі та поверхні нижньої грані планшета.

## Програмне забезпечення
Операційна система телефону — Android Android 9.0 (Pie) з фірмовою оболонкою One UI 1
Підтримує стандарти зв'язку: 2G GSM, 3G WCDMA, 4G LTE.
Бездротові інтерфейси: Wi-Fi 802.11 a/b/g/n/ac, Wi-Fi Direct, hotspot, Bluetooth 5, A2DP, LE.
Підтримує навігаційні системи: GPS, A-GPS, ГЛОНАСС.
Планшет має роз'єм USB 3.1, магнітний конектор та сканер відбитків пальців, що вбудовано в екран.
Додаткові датчики: гіроскоп, датчик повертання екрану, геомагнетичний датчик, датчик Холла, ANT+.

## Комплектація
Планшет, стилус S Pen, зарядний пристрій, кабель синхронізації, інструкція, гарантійна документація.